# Altenglan
Altenglan település Németországban, Rajna-vidék-Pfalz tartományban. Lakosainak száma 2727 fő (2023. december 31.).

## Népesség
A település népességének változása:
| Lakosok száma | 3123 | 2713 | 2692 | 2691 | 2756 | 2727 |
|               | 1975 | 2017 | 2019 | 2021 | 2022 | 2023 |